# Orwellova cena
Orwellova cena (Orwell Prize) je britská literární cena, která je každoročně udělována za psaní na politická témata. Založil ji v roce 1993 Sir Bernard Rowland Crick. Odměna pro vítěze činí tři tisíce liber a je financována z prodeje knih George Orwella. Složení poroty se každý rok obměňuje, aby byla zajištěna nestrannost výběru. Slavnostní předávání ceny se koná na Orwellovy narozeniny 25. června v prostorách University College London.

## Seznam oceněných

### Kniha
- 1994: Anatol Lieven
- 1995: Fionnuala O’Connor
- 1996: Fergal Keane
- 1997: Peter Godwin
- 1998: Patricia Hollis
- 1999: D. M. Thomas
- 2000: Brian Cathcart
- 2001: Michael Ignatieff
- 2002: Miranda Carter
- 2003: Francis Wheen
- 2004: Robert Cooper
- 2005: Michael Collins
- 2006: Delia Jarrett-Macauley
- 2007: Peter Hennessy
- 2008: Raja Shehadeh
- 2009: Andrew Brown
- 2010: Andrea Gillies
- 2011: Thomas Henry Bingham
- 2012: Toby Harnden
- 2013: A. T. Williams
- 2014: Alan Johnson
- 2015: James Meek
- 2016: Arkady Ostrovsky
- 2017: John Bew
- 2018: Darren McGarvey

#### Fikce
- 2019: Anna Burnsová[3]
- 2020: Colson Whitehead